# Walterichskapelle (Murrhardt)

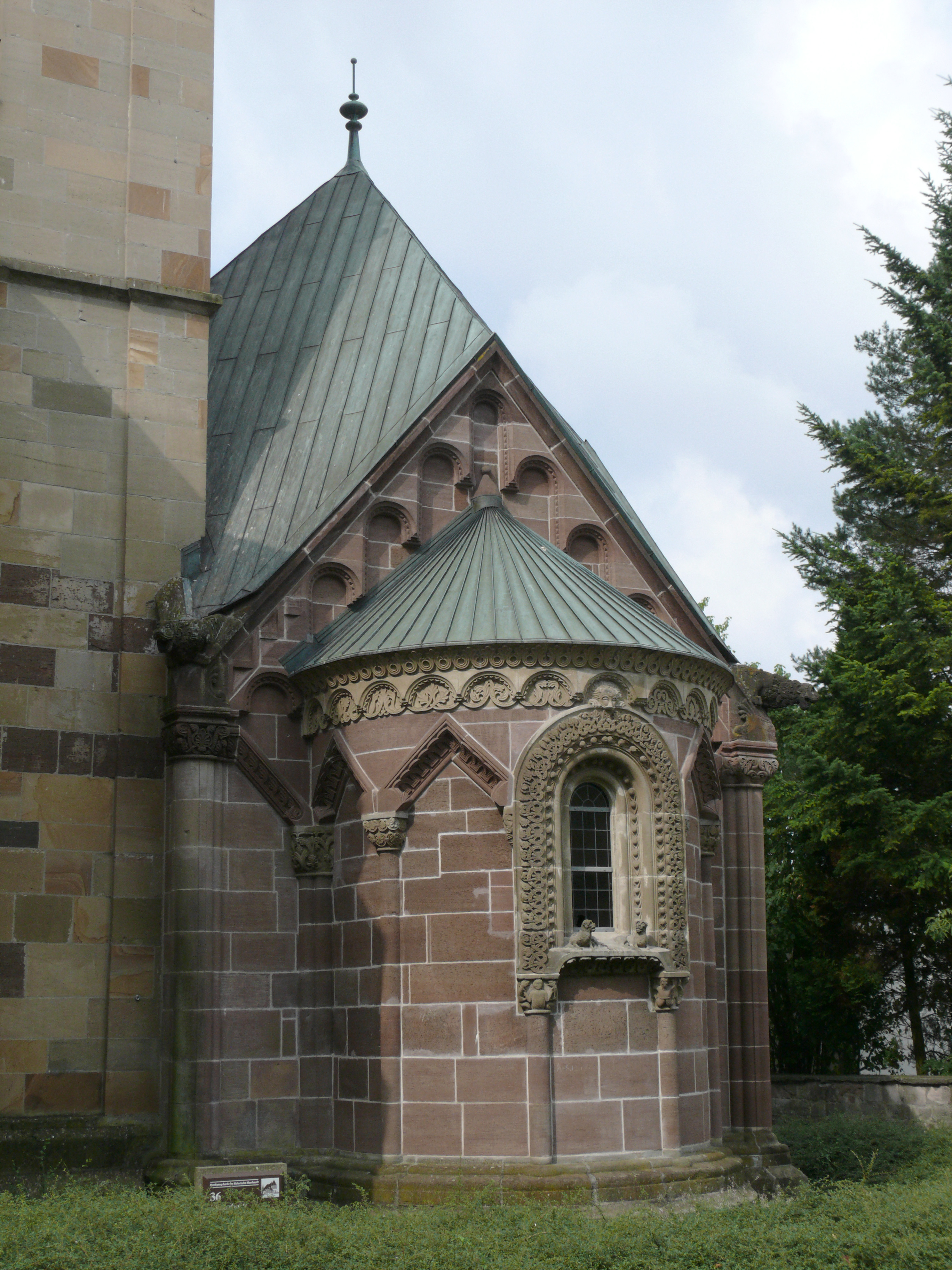
Walterichskapelle in Murrhardt

Die spätromanische, zu Ehren des ersten Abtes des Klosters Murrhardt erbaute Walterichskapelle steht neben dem nördlichen Eckturm der Doppelturmfassade der Stadtkirche in Murrhardt, einer Kleinstadt im Rems-Murr-Kreis in Baden-Württemberg. Das Bauwerk ist beim Landesamt für Denkmalpflege Baden-Württemberg als Baudenkmal eingetragen. Sie gehört zur Evangelischen Landeskirche in Württemberg.

## Beschreibung
Die Wallfahrtskirche aus Quadermauerwerk besteht aus einem Langhaus, das im Innenraum mit einem Kreuzrippengewölbe überspannt ist, und einer Apsis im Osten, die mit einem Kugelsegment überwölbt ist. Zwischen Langhaus und Apsis befindet sich im Innenraum ein Chorbogen. Die Orgel wurde 1992 durch den Orgelbau Mühleisen errichtet.